# Терещенко Валерій Іванович (спортивний діяч)
Вале́рій Іва́нович Тере́щенко (7 травня 1941, с. Арково, Олександрівський район, Сахалінська область, РСФРР, СРСР — 9 листопада 2021, Буча, Київська область, Україна) — український учений-педагог у галузі фізичної культури, майстер спорту СРСР з десятиборства, Заслужений працівник фізичної культури і спорту України, професор, кандидат педагогічних наук. З 2016 року очолював кафедру теорії та методики фізичного виховання Українського гуманітарного інституту. Похований у Бучі.

## Біографія

### Ранні роки та освіта
Народився 7 травня 1941 року у селі Арково Олександрівського району Сахалінської області (нині — РФ) у сім'ї військового лікаря.
- 1958—1961 рр. — студент Шосткинського хіміко-технологічного технікума, здобув кваліфікацію хіміка-технолога[4]. В цей час займався спортом і став чемпіоном Сумської області з фехтування та легкої атлетики[5].
- 1962—1966 рр. — студент спортивного факультету Київського державного інституту фізичної культури, отримав фах тренера-викладача з легкої атлетики.[4]

### Професійна діяльність
- 1964 — включений до збірної України з десятиборства.[5]
- 1966—1972 — старший тренер з легкої атлетики спортивного клубу «Метеор» Південного машинобудівного заводу, м. Дніпропетровськ (нині Дніпро).[4][5]
- 1972—1980 — старший викладач Дніпропетровського інженерно-будівельного інституту.[4][5]
- 1980—1997 — доцент кафедри фізичного виховання Київського національного економічного університету ім. Вадима Гетьмана.[4][5]
- 1997—2010 — завідувач кафедри фізичного виховання і спорту Національного університету державної податкової служби України; 2010—2016 — професор тієї ж кафедри.[4][5]
- З вересня 2016 р. і до кінця життя — завідувач кафедри теорії та методики фізичного виховання Українського гуманітарного інституту.[6]

### Спортивні досягнення
- Майстер спорту СРСР із десятиборства[4]
- Чотириразовий чемпіон першості ВЦРПС[4] з десятиборства[5]
- Чемпіон та володар Кубка України з десятиборства[4][5]
- Головний суддя фіналу чемпіонату СРСР з легкої атлетики (1990).[4]
- Підготував понад 20 спортсменів найвищого класу — учасників Олімпійських ігор, чемпіонів світу та Європи, призерів Всесвітніх універсіад і чемпіонатів України.[4][5]

### Наукові досягнення
Автор більш як 230 наукових і навчально-методичних праць, зокрема 4 монографій, 23 навчальних посібників та 18 авторських свідоцтв на винаходи. Наукові інтереси — педагогічні аспекти тренувального процесу спортсменів.

### Громадсько-політична діяльність
На місцевих виборах 2015 року був обраний депутатом Ірпінської міської ради (територіальний виборчий округ № 5).

### Родина
Дружина — Лариса Олександрівна, професор, кандидат економічних наук; син Олександр — доцент, кандидат наук із фізичного виховання і спорту, майстер спорту з плавання; онучка Аліна — адвокат, кандидат у майстри спорту з карате, чемпіонка України.

### Смерть
Помер 9 листопада 2021 року в місті Буча Київської області від ускладнень, спричинених COVID-19; похований там само.

## Нагороди та звання
Отримав понад 50 нагород.

### Державні нагороди України
- Почесне звання — «Заслужений працівник фізичної культури і спорту України» (20 серпня 2008) — за вагомий особистий внесок у розвиток фізичної культури і спорту та з нагоди 17-ї річниці незалежності України.[8]
- Медаль «Ветеран праці» (1988).[4]
- Почесна грамота Верховної Ради України.[4]

### Відомчі та галузеві відзнаки
- Почесний знак «Відмінник освіти України».[4]
- Нагрудний знак «Петро Могила» Міністерства освіти і науки України.[4]
- Знак «За бездоганну службу» III ступеня Державної податкової адміністрації України.[4]
- Медаль «5 років податковій міліції».[4]
- Відзнака «Гідність та честь» ВГО «Спілка ветеранів та працівників силових структур України „Звитяга“».[4]
- Почесні грамоти Міністерства освіти і науки України, Державної податкової служби України, Національного олімпійського комітету України та інші.[4]

### Спортивні, наукові та професійні звання
- Майстер спорту СРСР з легкої атлетики (десятиборство).[4]
- Заслужений тренер України.[4]
- Суддя національної категорії з легкої атлетики.[4]
- Кандидат педагогічних наук, професор.[4]
- Почесний професор Національного університету державної фіскальної служби України.[4]
- Радник податкової служби І рангу.[4]
- Генерал-майор Українського козацького війська.[4]

## Відомі вихованці
- Роман Щуренко та Денис Юрченко — бронзові призери Олімпійських ігор.[5]
- Сергій Блонський та Володимир Щатковський — срібні призери кубка Європи з десятиборства в командному заліку.[5]
- Юлія Акуленко — переможець кубка Європи з семиборства.[5]
- Олександр Юрков — дворазовий переможець Кубка Європи з десятиборства, учасник Олімпійських ігор.[5]
- Юрій Блонський — багаторазовий чемпіон України, срібний призер Кубка Європи з десятиборства.[5]
- Сергій Блонський — багаторазовий чемпіон України, срібний призер Кубка Європи з десятиборства.[5]
- Володимир Михайленко[ru] — срібний призер Всесвітньої Універсіади з десятиборства.[5]